# Pozemska roža
Pozemska roža (znanstveno ime Thelephora terrestris) je gliva iz rodu rož (Thelephora).

## Značilnosti
Trosnjak je lahko zelo raznolikih oblik. Lahko je čašaste, lijakaste, okrogle, polkrogle, pahljačaste, ledvičaste ali poličaste oblike. Na podlago je priraščen  postrani ali s pomočjo kratkega beta. Včasih se pojavljajo posamično, pogosteje pa v skupinah. Lahko rastejo v vrstah ali poličasto in se včasih vrastejo ena v drugo. Posamezna goba je široka od 3 do 5 cm, izjemoma do 10 cm in debela od 2 do 3 mm. Rob je pri starejših primerkih običajno oster in raztrgan. Zgornja površina je hrapava, neenakomerna, valovita, hrapava ali dlakava in razdeljena koncentrično in radialno. Je cimetove do čokoladno rjave barve, s svetlejšim robom.
Trosovnica je gladka, rahlo bradavičasta ali radialno valovita in nagubana.
Meso je čokoladno rjavo, pri mladih gobah prožno in mehko, pri starejših nitasto in usnjato. Ima okus po zemlji in šibek kisel vonj.

## Razširjenost in življenjski prostor
Razširjena je po vsej Severni Ameriki in Evropi.
Je ektomikorizna gliva in tvori simbiotično razmerje z drevesi, predvsem z bori, pa tudi z tudi z drugimi drevesi, kot so jelša, breza, hrast, bukev in topol. Je tolerantna na stres in se hitro obnovi po motnjah, kot je gozdni požar.
Mikovirus Thelephora terrestris virus 1 (TtV1) lahko okuži to glivo in povzroči nepravilnosti v njenem razvoju.

## Mikroskopske značilnosti
Trosni odtis je rjave barve. Trosi so oglati, nepravilno bradavičasti, brez zarodne pore in merijo 8–10 x 7–8 μm.

## Podobne vrste
- cvetoča roža (Thelephora antocephala) je bolj koralasto razvejana
- grmičasta roža (Thelephora palmata) ima neprijeten vonj po gnilem zelju

## Uporabnost
Neužitna.